# Palaeomolis serum
Palaeomolis serum är en fjärilsart som beskrevs av Grum-grshimailo 1902. Palaeomolis serum ingår i släktet Palaeomolis och familjen björnspinnare. Inga underarter finns listade i Catalogue of Life.